# Hầu vĩ
Đuôi chồn lace hay hầu vĩ (danh pháp: Uraria lacei) là một loài thực vật có hoa trong họ Đậu. Loài này được Craib miêu tả khoa học đầu tiên.